# Conclave del 1799-1800
Il conclave del 1799-1800 venne convocato a seguito della morte di papa Pio VI e si concluse con l'elezione di papa Pio VII.

## Decesso di Pio VI e dispersione dei cardinali
Deportato da Roma (ove era stata proclamata la Repubblica giacobina e filo-francese), Pio VI morì la sera del 29 agosto a Valence, prigioniero del Direttorio. Aveva 81 anni e aveva occupato il Soglio di Pietro per 24 anni, 6 mesi e 14 giorni. Sin dall'occupazione francese di Roma (15 febbraio 1798) aveva considerato il problema dell'elezione del suo successore in condizioni di contingenza. In un breve apostolico, tuttavia mai promulgato, Pio VI sospendeva l'intervallo tra la morte del pontefice e l'inizio del conclave e autorizzava i cardinali presenti in maggioranza relativa in un luogo a procedere all'elezione o, se necessario, a eleggere il nuovo papa immediatamente e per acclamazione davanti al suo letto di morte. Tuttavia il cardinal Antonelli lo dissuase paventando il pericolo di più elezioni disputate, tenute in differenti luoghi, dai cardinali dispersi.
Dopo l'occupazione di Roma, infatti, era avvenuta una vera diaspora dei cardinali, che avevano trovato rifugio in gran parte nel napoletano, in Toscana e a Venezia. I cardinali Antici e Altieri furono costretti dai francesi a dimettersi dal cardinalato. Il 9 marzo 1799 la Basilica di San Pietro fu spogliata delle suppellettili d'oro e argento da agenti francesi. La salma di Pio VI venne collocata in triplice cassa e sepolta in una cappella del locale cimitero di Valence. Il Direttorio non acconsentì alla restituzione della salma, richiesta dai cardinali, fino al 1802. 
A causa delle vicende napoleoniche non fu facile trovare un luogo che rispondesse ai requisiti di segretezza e di tranquillità per lo svolgersi del conclave. Alla fine, accettando l'offerta dell'imperatore Francesco II d'Asburgo-Lorena, il collegio cardinalizio si riunì a Venezia, da poco divenuta parte della Monarchia asburgica, nell'abbazia benedettina dell'Isola di San Giorgio. L'imperatore si mostrò disponibile a finanziare le spese dei cardinali con ingenti somme di denaro affinché si sentissero a loro agio, ma solamente 35 cardinali riuscirono a partecipare al conclave.
Il 12 ottobre si trovavano radunati a Venezia 23 cardinali, mentre il giorno 19 il cardinale Braschi assunse le funzioni del camerlengo, essendo deceduto il 26 gennaio Carlo Rezzonico, colui che deteneva l'ufficio, senza che Pio VI nominasse un successore. Il 23 ottobre si celebrò la prima messa dei tradizionali Novendiali nella basilica di San Marco, che si conclusero il 31 ottobre con l'orazione funebre tenuta da monsignor Cesare Brancadoro, arcivescovo titolare di Nisibi.

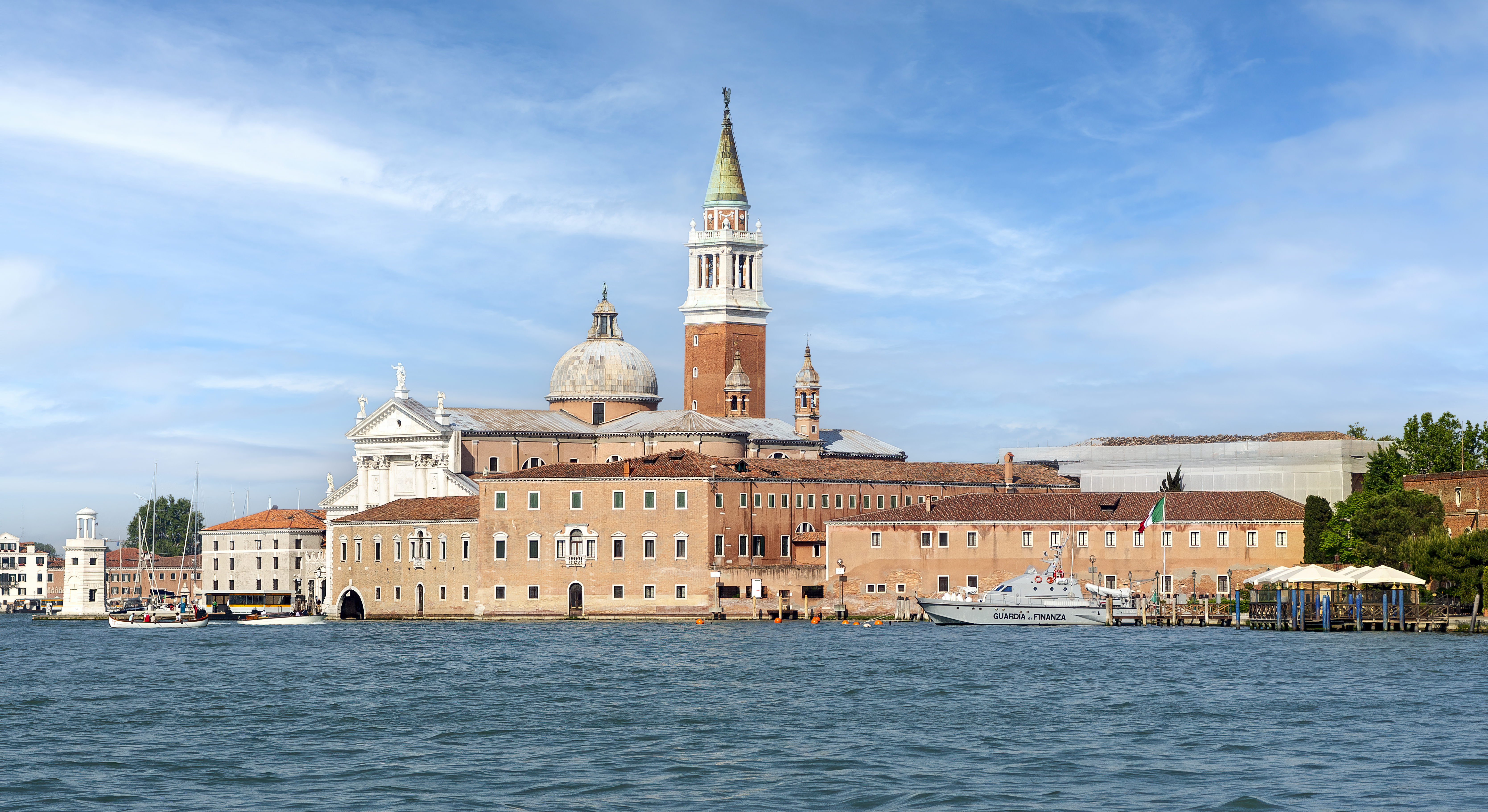
Il monastero benedettino sull'isola di San Giorgio a Venezia, sede dell'atipico conclave del 1799-1800

Al 2 novembre 33 cardinali erano presenti in Venezia. Il cardinale Maury, unico porporato francese presente al conclave, ipotizzò la divisione in due schieramenti: una fazione sostenente il settantottenne Giovanni Andrea Archetti, brillante diplomatico che aveva ricoperto il ruolo di nunzio apostolico in Russia e Polonia; l'altro gruppo appoggiante il cardinale Gerdil, scelta benvista dalla corte spagnola. Tuttavia il Maury si sbagliava sulla reale forza di queste due candidature in quanto Gerdil raggiunse il massimo di 14 voti, Archetti solamente 2.
Alla morte di Pio VI erano viventi 46 cardinali in totale, il numero più basso dai 31 cardinali del 1513, in quanto dal 1795, a causa delle successive vicende, non v'erano state ulteriori nomine cardinalizie e solo 35 di loro furono in grado di partecipare alle votazioni, minor numero dal conclave del 1534. Questo, per le gravi difficoltà di spostamento date le contingenze del tempo e la delicatissima situazione politica in cui la Chiesa si trovava. Il cardinale József Batthyány morì durante la sede vacante. La sede effettiva delle votazioni fu individuata nel coro invernale della basilica di San Giorgio Maggiore.

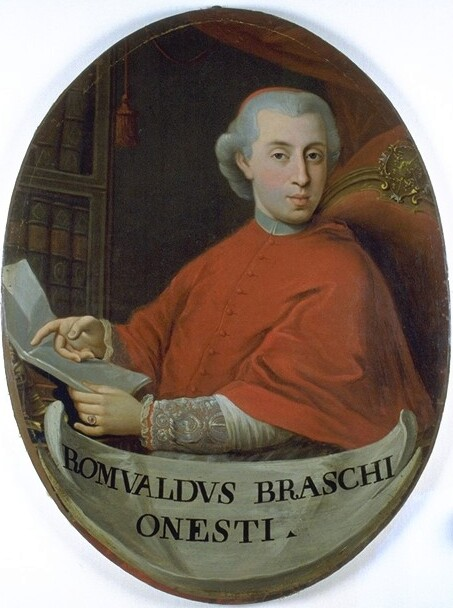
Il cardinale Romualdo Braschi-Onesti, Camerlengo durante la sede vacante

Malgrado l'emergenza storica il conclave si protrasse per oltre tre mesi ed ebbe delle caratteristiche uniche che lo rendono del tutto estraneo non solo a molti conclavi precedenti, ma anche a tutti quelli successivi fino a oggi. Soprattutto, fu l'ultimo che si svolse al di fuori di Roma.

## Il conclave
La cerimonia di inizio conclave ebbe luogo il 30 novembre, mentre il giorno successivo il cardinale Albani, decano del Sacro Collegio, presiedette l'orazione Pro electione futuri summi pontificis. Emersero subito due correnti: quella conservatrice voleva frenare gli effetti della rivoluzione francese e mirava alla restaurazione completa del potere temporale del papato, mentre l'altra puntava a una politica di adattamento alla nuova realtà europea, che considerava irreversibile. Il primo gruppo puntò sul cardinale Alessandro Mattei, gradito all'impero. Il secondo, invece, supportava il cardinale Carlo Bellisomi. 
Il 10 dicembre il rappresentante dell'Austria, il cardinale Franz von Herzan, raggiunse finalmente Venezia, dopo un viaggio difficoltoso, con le istruzioni di Francesco II e fu ammesso in conclave il 12. Nonostante non avesse posto formale esclusiva Herzan comunicò al Sacro Collegio che l'imperatore sarebbe fortemente contrario, per l'elezione a pontefice, a tutti i cardinali di Francia, Spagna, Napoli, Genova e Regno di Sardegna. Graditi alla casa d'Asburgo sarebbero solamente il cardinale Mattei e in ultima istanza Valenti Gonzaga.
In una consultazione con Braschi, Herzan apprese che nonostante si mostrasse favorevole alla scelta di Mattei, Braschi puntualizzò che se si fossero incontrati inconvenienti la scelta avrebbe potuto ricadere sul cardinale Bellisomi. Infatti il 17 dicembre i voti a favore di Bellisomi arrivarono a 18 con l’accessus. Il 18 dicembre Mattei raggiunse solo le 7 preferenze, mentre Bellisomi ne aveva 16, Valenti e Gerdil 9. Il 19 dicembre Bellisomi si trovava sempre a 16, mentre Valenti e Gerdil seguivano entrambi con 5 voti. A questo punto Herzan chiese ai cardinali una sospensione di una dozzina di giorni delle votazioni per ricevere risposta circa l'eventuale accettazione di Bellisomi come papa da parte dell'Austria. Il decano Albani acconsentì, scelta che si rivelò fatale per la candidatura di Bellisomi.
Herzan impiegò il tempo per costruire una nuova fazione di supporto a Mattei. Alla ripresa delle votazioni, grazie al supporto del cardinal Antonelli, Mattei era salito a 15, ma Bellisomi rimase stabile a 19. Il 26 dicembre i suffragi erano stabili sui 13 voti e solo occasionalmente, nelle giornate immediatamente seguenti, oscillò tra i 14 e i 15. Paventando una prolungata situazione di stallo, Herzan fece pressioni sul cardinal Lorenzana per un supporto spagnolo a Mattei. Il giorno di Natale Herzan aveva ricevuto la risposta da Vienna in cui non gli venivano concessi ulteriori poteri di veto né tantomeno l'opinione sulla candidatura di Bellisomi.
Quest'ultimo intanto continuava a ottenere tra i 19 e i 20 voti, ma era chiaro che i suoi sostenitori non potevano guadagnargliene ulteriori. Antonelli lavorò strenuamente per produrre una nuova fazione che portasse un'altra dozzina di voti a Mattei cercando di intaccare il gruppo di Bellisomi e ottenendo il sostegno dei voti di Gerdil. Ma il pacchetto si dissolse subito durante l’accessius del 29 dicembre. Tuttavia il 4 gennaio 1800 i sostenitori di Bellisomi, guidati da Braschi e Albani, avevano ancora tra i 18 e i 20 voti: era chiaro che il conclave era giunto a un punto morto. 

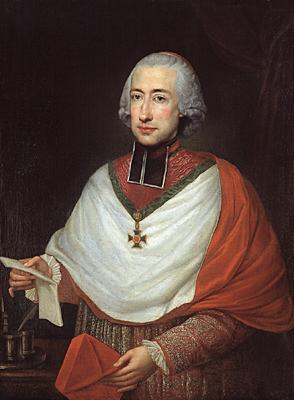
Il cardinale Franziskus von Paula Herzan von Harras, rappresentante di Francesco II, influenzò notevolmente l'andamento del conclave.

L'11 gennaio, il cardinal Maury scrisse a Luigi XVIII che Bellisomi necessitava di soli 5 voti per vincere dato che era stabile sui 19 suffragi. Dopo aver lungamente penato sulle mosse successive, Herzan ricevette finalmente una nuova missiva da Vienna dove tuttavia venivano ribadite le istruzioni accordate all'inizio con una novità: Bellisomi poteva essere preso in considerazione solo se le candidature di Mattei e in ultima istanza di Valenti, sarebbero apparse senza speranza. 
Tutto il mese di gennaio scivolò via senza ulteriori progressi: Bellisomi rimaneva fisso a 19 e Mattei oscillava tra gli 11 e i 14 e all'infuori di loro solo Gerdil riusciva a ottenere una manciata di voti. A questo punto, il 15 febbraio, il cardinal Dugnoni propose l'istituzione di una commissione, formata da cardinali di entrambe le fazioni, che proponessero una rosa di 5 candidati a testa. La fazione di Bellisomi menzionò Albani, Calcagnini, Honorati, Borgia e Chiaramonti; il partito di Mattei propose Antonelli, Valenti, Giovannetti, Archetti e Livizzani. Le due fazioni avrebbero quindi espresso le loro preferenze su ciascuno dei 10 candidati, confrontandosi poi sulle effettive scelte. Il tentativo però cadde nel vuoto quando il 21 febbraio nessun candidato emerse preponderatamente dalla rosa dei nomi.
A metà febbraio, dopo il colpo di Stato di Napoleone, Talleyrand era stato immediatamente reinstallato all'ufficio degli affari esteri. L'abile ministro espresse viva preoccupazione per quanto accadeva a Venezia: in una lettera al re di Spagna, sotto ordine di Napoleone, manifestò tutto il suo disappunto per l'invasiva influenza della Casa d'Austria all'interno del conclave, chiedendo, per mezzo dell'ambasciatore spagnolo, che il cardinal Lorenzana interferisse nelle consultazioni.
Il 1º marzo la situazione di stallo sembrò smuoversi: 4 sostenitori di Bellisomi espressero l'intento di votare per Valenti, che così arrivò il 4 marzo a 8 voti con quelli che già deteneva. Tuttavia il cardinal Antonelli manifestò aperta ostilità a questa iniziativa in quanto continuava a fare campagna per Mattei e ricorse così a un espediente: fece nominare il Valenti, settantaquattrenne e assai infermo, come scrutatore dei ballottaggi seguenti i cui malanni prolungarono le procedure esponendone dunque nitidamente l'infermità al sacro collegio. Le sue possibilità caddero repentinamente. L'8 marzo il Decano Albani allora riuscì a trovare un accordo con Antonelli sul cardinale Gerdil, ma quando la proposta venne fatta a Herzan, questi rispose che l'imperatore non lo avrebbe accettato. Ciò fu sufficiente a eliminare anche la candidatura di Gerdil.
Nella sera dell'11 marzo, durante un colloquio tra Antonelli e Herzan su un eventuale supporto al cardinale Albani, giunse a interrompere la conversazione il cardinale Dugnani con la proposta di candidatura del cardinale Barnaba Chiaramonti. Conscio della dissoluzione della fazione di supporto a Mattei, Herzan non poté opporsi. 
Nella mattinata successiva, 12 marzo, Herzan convocò Chiaramonti per informarlo che numerosi cardinali del suo gruppo avevano intenzione di convogliare i loro voti su di lui. Chiaramonti sbiancò. Tuttavia il porporato ceco mise subito in chiaro che avrebbe dovuto nominare il cardinal Flangini come segretario di stato. Chiaramonti replicò che non voleva diventare papa e che era felice della sua diocesi di Imola, quanto al reazionario Flangini, pensava che il mondo intero gli sarebbe stato contro se l'avesse fatto segretario di stato. Herzan tuttavia gli fece rassicurazioni circa la posizione austriaca. Il 12 marzo giunse da Madrid, al cardinal Lorenzana, l'autorizzazione per porre l'esclusiva formale contro il cardinal Mattei: a quella data tuttavia il veto si rivelò inutile, dato che la candidatura di Mattei era ormai stata accantonata da settimane.
Dopo un ultimo infruttuoso tentativo a favore della candidatura del cardinal Calcagnini, Herzan si convinse che Chiaramonti rappresentava l'unica valida alternativa per la sua prudenza e neutralità. Anche alcuni esponenti della fazione di Bellisomi cominciarono a pensare seriamente al vescovo di Imola così come si mostrarono favorevoli sia Consalvi che il francese Maury. 
Nella sera del 12 marzo avvenne un incontro tra Braschi e Antonelli che si rivelò decisivo: i due porporati infatti si accordarono sul far confluire i loro voti su Chiaramonti. L'accordo divenne pubblico presso tutti i cardinali il giorno dopo e a sera apparve chiaro che Chiaramonti sarebbe stato eletto. Il mattino del 14 marzo 1800 lo scrutinio decretò l'unanimità dei consensi: Gregorio Barnaba Chiaramonti, cardinale prete di San Callisto, venne eletto e prese il nome di Pio VII in ossequio al suo predecessore, nonché concittadino, Pio VI. Quando la notizia raggiunse le loro corti, il re di Spagna Ferdinando VII e l'imperatore Francesco II espressero la loro soddisfazione. Il conclave era durato tre mesi e 14 giorni, la sede vacante sei mesi e 16 giorni. Sarebbe stato anch'esso un pontificato lungo e travagliato, segnato dall'epopea napoleonica e dalla successiva restaurazione.

## Lista dei partecipanti

### Presenti in conclave
| Nome                                    | Paese                      | Titolo | Ruolo | Nascita    | Concistoro |
| --------------------------------------- | -------------------------- | --- | --- | ---------- | ---------- |
| Romoaldo Braschi-Onesti                 | Stato Pontificio           | Cardinale presbitero di San Nicola in Carcere                                                                    | Gran Priore di Roma del Sovrano Militare Ordine di Malta; Segretario dei Brevi Apostolici; Camerlengo di Santa Romana Chiesa                          | 19/07/1753 | 18/12/1786 |
| Giuseppe Maria Doria Pamphilj           | Repubblica Ligure          | Cardinale presbitero di San Pietro in Vincoli                                                                    | Abate commendatario di Gorze; Cardinale Segretario di Stato di Sua Santità; Prefetto della Congregazione della Sacra Consulta                         | 11/11/1751 | 14/02/1785 |
| Antonio Maria Doria Pamphilj            | Repubblica Ligure          | Cardinale diacono di Santa Maria ad Martyres                                                                     | Maestro di Camera emerito della Corte Pontificia; Cardinale protodiacono                                                                              | 28/03/1749 | 14/02/1785 |
| Aurelio Roverella                       | Stato Pontificio           | Cardinale presbitero dei Santi Giovanni e Paolo                                                                  | Pro-Datario di Sua Santità | 21/08/1748 | 21/02/1794 |
| Antonio Dugnani                         | Repubblica Cisalpina       | Cardinale presbitero di San Giovanni a Porta Latina                                                              | Legato apostolico emerito di Romagna | 08/06/1748 | 21/02/1794 |
| Jean-Siffrein Maury                     | Repubblica francese        | Cardinale presbitero della Santissima Trinità al Monte Pincio                                                    | Arcivescovo-vescovo di Montefiascone e Corneto | 28/06/1746 | 21/02/1794 |
| Fabrizio Dionigi Ruffo                  | Regno di Napoli            | Cardinale diacono di Sant'Angelo in Pescheria                                                                    | Tesoriere generale emerito della Camera Apostolica | 16/09/1744 | 26/09/1791 |
| Giulio Maria della Somaglia             | Ducato di Parma e Piacenza | Cardinale presbitero di Santa Sabina                                                                             | Vicario generale di Sua Santità per la Diocesi di Roma; Prefetto del Congregazione per la Residenza dei Vescovi; Camerlengo del Collegio Cardinalizio | 29/07/1744 | 01/06/1795 |
| Alessandro Mattei                       | Stato Pontificio           | Cardinale presbitero di Santa Maria in Ara Coeli                                                                 | Arcivescovo di Ferrara | 20/02/1744 | 12/07/1779 |
| Francesco Maria Pignatelli              | Regno di Napoli            | Cardinale presbitero di Santa Maria del Popolo                                                                   | Legato apostolico emerito di Ferrara | 19/02/1744 | 21/02/1794 |
| Giovanni Rinuccini                      | Granducato di Toscana      | Cardinale diacono di San Giorgio in Velabro                                                                      | Governatore emerito di Roma; Vice-Camerlengo emerito della Camera Apostolica                                                                          | 22/06/1743 | 21/02/1794 |
| Barnaba Chiaramonti                     | Stato Pontificio           | Cardinale presbitero di San Callisto                                                                             | Vescovo di Imola, eletto papa | 14/08/1742 | 14/02/1785 |
| Ippolito Antonio Vincenti Mareri        | Stato Pontificio           | Cardinale presbitero dei Santi Nereo e Achilleo                                                                  | Legato apostolico emerito di Bologna | 20/01/1738 | 21/02/1794 |
| Carlo Bellisomi                         | Repubblica Cisalpina       | Cardinale presbitero di Santa Maria della Pace                                                                   | Arcivescovo-vescovo di Cesena | 30/07/1736 | 14/02/1785 |
| František Herzan von Harras             | Regno di Boemia            | Cardinale presbitero di Santa Croce in Gerusalemme                                                               | Cardinale della corona del Sacro Romano Impero | 05/04/1735 | 12/07/1779 |
| Ludovico Flangini                       | Sacro Romano Impero        | Cardinale diacono di Sant'Agata alla Suburra                                                                     | Uditore della Rota Romana | 26/07/1733 | 03/08/1789 |
| Giovanni Battista Caprara Montecuccoli  | Stato Pontificio           | Cardinale presbitero di Sant'Onofrio                                                                             | Nunzio apostolico emerito in Austria | 29/05/1733 | 18/06/1792 |
| Stefano Borgia                          | Stato Pontificio           | Cardinale presbitero di San Clemente                                                                             | Prefetto della Congregazione dell'Indice dei Libri Proibiti; Pro-prefetto della Congregazione di Propaganda Fide                                      | 03/12/1731 | 30/03/1789 |
| Giovanni Andrea Archetti                | Repubblica Cisalpina       | Cardinale presbitero di Sant'Eusebio                                                                             | Arcivescovo-vescovo di Ascoli Piceno | 11/09/1731 | 20/09/1784 |
| Ignazio Busca                           | Repubblica Cisalpina       | Cardinale presbitero di Santa Maria degli Angeli                                                                 | Prefetto della Congregazione della Disciplina dei Regolari                                                                                            | 31/08/1731 | 30/03/1789 |
| Leonardo Antonelli                      | Stato Pontificio           | Cardinale vescovo di Palestrina                                                                                  | Prefetto della Congregazione sopra la Correzione dei Libri della Chiesa Orientale; Prefetto del Supremo Tribunale della Segnatura Apostolica          | 06/11/1730 | 24/04/1775 |
| Filippo Carandini                       | Stato Pontificio           | Cardinale diacono di Sant'Eustachio                                                                              | Prefetto della Congregazione del Buon Governo | 06/09/1729 | 29/01/1787 |
| Luigi Valenti Gonzaga                   | Sacro Romano Impero        | Cardinale vescovo di Albano                                                                                      | Prefetto dell'Economia della Congregazione di Propaganda Fide; Prefetto della Congregazione dell'Immunità Ecclesiastica                               | 15/10/1725 | 15/04/1776 |
| Guido Calcagnini                        | Stato Pontificio           | Cardinale presbitero di Santa Maria in Traspontina                                                               | Arcivescovo-vescovo di Osimo e Cingoli | 25/09/1725 | 20/05/1776 |
| Enrico Benedetto Stuart                 | Regno di Gran Bretagna     | Cardinale vescovo di Frascati; Cardinale presbitero in commendam di San Lorenzo in Damaso                        | Arciprete della Basilica di San Pietro in Vaticano; Presidente della Fabbrica di San Pietro; Vice-Cancelliere di Santa Romana Chiesa                  | 06/03/1725 | 03/07/1747 |
| Bernardino Honorati                     | Stato Pontificio           | Cardinale presbitero dei Santi Marcellino e Pietro                                                               | Arcivescovo-vescovo di Senigallia | 17/07/1724 | 23/06/1777 |
| Carlo Giuseppe Filippa della Martiniana | Regno di Sardegna          | Cardinale presbitero                                                                                             | Vescovo di Vercelli | 19/06/1724 | 01/06/1778 |
| Francisco Antonio de Lorenzana y Butrón | Regno di Spagna            | Cardinale presbitero dei Santi XII Apostoli                                                                      | Arcivescovo metropolita di Toledo | 22/09/1722 | 30/03/1789 |
| Francesco Carafa della Spina di Traetto | Regno di Napoli            | Cardinale presbitero di San Lorenzo in Lucina                                                                    | Prefetto della Congregazione dei Vescovi e Regolari                                                                                                   | 29/04/1722 | 19/04/1773 |
| Andrea Gioannetti                       | Stato Pontificio           | Cardinale presbitero di Santa Pudenziana                                                                         | Arcivescovo metropolita di Bologna | 06/01/1722 | 23/06/1777 |
| Giovanni Battista Bussi de Pretis       | Stato Pontificio           | Cardinale presbitero di San Lorenzo in Panisperna                                                                | Vescovo di Jesi | 11/09/1721 | 21/02/1794 |
| Giovanni Francesco Albani               | Stato Pontificio           | Cardinale vescovo di Ostia e Velletri                                                                            | Decano del Collegio Cardinalizio; Governatore di Velletri; Arciprete della Basilica Liberiana di Santa Maria Maggiore                                 | 26/02/1720 | 10/04/1747 |
| Giacinto Sigismondo Gerdil              | Regno di Sardegna          | Cardinale presbitero di Santa Cecilia                                                                            | Prefetto della Congregazione di Propaganda Fide | 23/06/1718 | 23/06/1777 |
| Francesco Saverio de Zelada             | Stato Pontificio           | Cardinale presbitero di Santa Prassede; Cardinale presbitero in commendam dei Santi Silvestro e Martino ai Monti | Archivista e Bibliotecario di Santa Romana Chiesa; Arciprete della Basilica di San Giovanni in Laterano; Penitenziere Maggiore                        | 27/08/1717 | 19/04/1773 |

### Assenti in conclave
| Nome                                      | Paese                          | Titolo                                                      | Ruolo                                                                       | Nascita    | Concistoro |
| ----------------------------------------- | ------------------------------ | ----------------------------------------------------------- | --------------------------------------------------------------------------- | ---------- | ---------- |
| Louis-René-Édouard de Rohan-Guéménée      | Repubblica francese            | Cardinale presbitero                                        | Principe-vescovo di Strasburgo                                              | 25/09/1734 | 01/06/1778 |
| Antonio Sentmanat y Castellá              | Regno di Spagna                | Cardinale presbitero                                        | Patriarca titolare delle Indie Occidentali; Vicario castrense per la Spagna | 21/04/1734 | 30/03/1789 |
| Vincenzo Ranuzzi                          | Stato Pontificio               | Cardinale presbitero di Santa Maria sopra Minerva           | Arcivescovo-vescovo di Ancona e Numana                                      | 01/10/1726 | 14/02/1785 |
| Joannes-Henricus von Franckenberg         | Sacro Romano Impero            | Cardinale presbitero                                        | Arcivescovo metropolita di Malines                                          | 18/09/1726 | 01/06/1778 |
| José Francisco Miguel António de Mendonça | Regno del Portogallo           | Cardinale presbitero                                        | Patriarca di Lisbona                                                        | 02/10/1725 | 07/04/1788 |
| Louis-Joseph de Montmorency-Laval         | Repubblica francese            | Cardinale presbitero                                        | Principe-vescovo di Metz                                                    | 11/12/1724 | 30/03/1789 |
| Carlo Livizzani Forni                     | Repubblica Cisalpina           | Cardinale presbitero di San Silvestro in Capite             | Abate commendatario di Santa Maria di Valdiponte                            | 01/11/1722 | 14/02/1785 |
| Muzio Gallo                               | Stato Pontificio               | Cardinale presbitero di Sant'Anastasia                      | Vescovo di Viterbo e Tuscania                                               | 21/04/1721 | 14/02/1785 |
| Cristoforo Migazzi                        | Principato vescovile di Trento | Cardinale presbitero dei Santi Quattro Coronati             | Arcivescovo metropolita di Vienna; Cardinale protopresbitero                | 20/10/1714 | 23/11/1761 |
| Dominique de La Rochefoucauld             | Repubblica francese            | Cardinale presbitero dei Santi Quattro Coronati             | Arcivescovo metropolita di Rouen                                            | 26/09/1712 | 01/06/1778 |
| Giuseppe Maria Capece Zurlo               | Regno di Napoli                | Cardinale presbitero di San Bernardo alle Terme Diocleziane | Arcivescovo metropolita di Napoli                                           | 03/01/1711 | 16/12/1782 |